# Kanton Freyming-Merlebach
Freyming-Merlebach is een kanton van het Franse departement Moselle.
Het kanton maakte deel uit van het arrondissement Forbach tot het op 1 januari 2015 fuseerde met het arrondissement Boulay-Moselle tot het huidige arrondissement Forbach-Boulay-Moselle.
Toen begin 2015 het kanton Saint-Avold-2 werd opgeheven werd de gemeente Hombourg-Haut toegevoegd aan het kanton Freyming-Merlebach. 

## Gemeenten
Het kanton Freyming-Merlebach omvat de volgende gemeenten:
- Barst
- Béning-lès-Saint-Avold
- Betting
- Cappel
- Farébersviller
- Freyming-Merlebach (hoofdplaats)
- Guenviller
- Henriville
- Hombourg-Haut
- Hoste
- Seingbouse